# USS Missouri (SSN-780)
Pour les autres navires du même nom, voir USS Missouri.
L’USS Missouri (SSN-870), quatrième navire nommé en l'honneur de l'état du Missouri, est un sous-marin nucléaire d'attaque de classe Virginia de l’US Navy. Il fut achevé et livré neuf mois avant la date prévue avec un coût moins important.
Il est en service depuis 2010.